# Sierra de Molina
Sierra de Molina är en ås i Spanien.   Den ligger i provinsen Provincia de Cuenca och regionen Kastilien-La Mancha, i den centrala delen av landet, 160 km öster om huvudstaden Madrid.